# Sjömyran en het gebied ten oosten van Stöcksjön
Sjömyran en het gebied ten oosten van Stöcksjön (Zweeds: Sjömyran och område öster om Stöcksjön) is een småort in de gemeente Umeå in het landschap Västerbotten en de provincie Västerbottens län in Zweden. Het småort heeft 110 inwoners (2005) en een oppervlakte van 35 hectare. Het småort bestaat uit de plaats Sjömyran en een aantal huizen ten oosten van het meer Stöcksjön, die eigenlijk zo goed als aan de plaats Sjömyran vastliggen, maar er officieel er niet toe behoren. Het hele småort ligt aan het meer Stöcksjön.